# Oniri Islands
Oniri Islands est un jeu vidéo indépendant développé par Tourmaline Studio. Il se joue sur tablette (iOS et Android) avec des figurines connectées. L'application est sortie le 20 novembre 2018 sur l'App Store et Google Play. Elle a été en partie financée sur la plateforme de financement participatif Kickstarter en 2017,. 

## Histoire
L’histoire raconte les aventures de Tim et Mina, deux jumeaux emportés dans une rivière magique jusque sur une île mystérieuse. Pour rentrer chez eux, ils doivent sauver les enfants de l’île à l’aide de masques d’animaux aux pouvoirs magiques.
Le scénario, écrit par Sabrina Calvo, s’inspire de l’histoire des Enfants Perdus de Peter Pan de J.M. Barrie,,.

## Système de jeu
Il s’agit d’un jeu coopératif pour deux joueurs, chacun incarnant l’un des deux personnages de l’histoire. Les joueurs déplacent leur figurine sur l’écran de la tablette pour interagir avec le jeu et s’entraident pour progresser dans l’aventure.
Le jeu utilise la technologie de reconnaissance d’objet créée par Volumique (Étienne Mineur).